# Civilization (Star Trek: Enterprise)
"Civilización" es el noveno episodio de la serie de televisión Star Trek: Enterprise, y fue escrito por Phyllis Strong y Michael Sussman. Mike Vejar fue el director del episodio.
En este episodio, la Enterprise investiga a una civilización pre-industrial de unos 500 millones de personas. Descubren que hay otra especie con capacidad warp entre los desprevenidos habitantes. Archer, Tucker, Sato y T'Pol llegan a investigar y descubren a una científica local que cree que un comerciante recién llegado está causando una enfermedad en la ciudad.

## Trama
La Enterprise localiza un planeta habitado por humanoides preindustriales llamado Akaali. Los escáneres también detectan tecnología que no se corresponden con el nivel tecnológico del planeta. En contra de la recomendación de T'Pol, el capitán Archer decide visitarlo. Disfrazados para no pasar desapercibidos, T'Pol sugiere un lugar de aterrizaje rural distante. Una vez en la ciudad de Akaali, la alférez Sato nota que los habitantes parecen enfermos. Los escaneos los llevan a una antigua tienda de curiosidades, pero encuentran un campo de fuerza que bloquea el camino. Luego se enfrentan a una boticaria local, Riann. T'Pol la aturde y, cuando despierta, Archer la convence de que es un investigador de otra ciudad.
Archer y Tucker vuelven a visitar la tienda durante el día haciéndose pasar por coleccionistas de antigüedades. Se enfrentan a Garos y le preguntan por qué su ADN no es Akaali. Después de confirmar que Tucker y Archer tampoco son nativos, admite libremente sus orígenes: es parte de una misión de investigación de Malur y la fuente de energía es simplemente una unidad de fabricación para proporcionar comida y ropa. Archer le cuenta sobre la enfermedad, pero él afirma que es un virus autóctono incurable. El doctor Phlox descubre que el agua cerca de la tienda ha sido contaminada con una sustancia química altamente tóxica, el tetracianato 622.
Archer y Riann observan la tienda por la noche para intentar ver qué se entrega a Garos. Siguen a un hombre que sale de la tienda con una entrega. Deja las cajas en un claro del bosque y luego Archer es atacado por un Maluriano. Debajo de la tienda, Archer y Riann descubren que Garos está extrayendo un isótopo de veridio y que el agua envenenada es un subproducto. Archer ordena que el Enterprise envíe el reactor, pero los Malurianos ahora tienen un buque de guerra en órbita. T'Pol coloca la planta de energía en el camino de la nave alienígena, usando torpedos para detonarla y paralizar sus escudos. En el planeta, Archer le proporciona a Riann el antídoto y le asegura que los Vulcanos monitorearán el planeta para asegurarse de que los malurianos no regresen.

## Producción
Los socios escritores Phyllis Strong y Mike Sussman habían sido anteriormente parte del personal de la última temporada de Star Trek: Voyager. Sussman pensó que era divertido convertir a los Malurianos en los malos en este episodio, sabiendo que en el futuro su especie será aniquilada por Nomad en el episodio "The Changeling".
La producción se detuvo por un día en respuesta a los ataques del 11 de septiembre.  
La estrella invitada Wade Anthony Williams quien interpreta a Garos, apareció anteriormente en Star Trek: Voyager en el episodio "One" como Trajis Lo-Tarik.
Cuando se transmitió por primera vez en UPN, este episodio incluyó un anuncio de servicio público, donde Scott Bakula dio la bienvenida a casa al portaaviones USS Enterprise (CVN-65).

## Música
La música de Jay Chattaway para el episodio se lanzó en disco compacto como parte de los cuatro discos Star Trek: Enterprise Collection el 2 de diciembre de 2014. 

## Recepción
Civilization se emitió por primera vez en los Estados Unidos en UPN el 14 de noviembre de 2001. De acuerdo con Nielsen Media Research, recibió una calificación de 4,6/7 entre los adultos. Tuvo una media de 7,1 millones de espectadores.
Entertainment Weekly dijo que "T'Pol vuelve a robarse el show" y dijo que era más interesante que el Capitán Archer. La trama secundaria romántica con Archer y Rainn fue descrita como "dulce pero nada afecta".  Michelle Erica Green de TrekNation calificó el episodio como "una fábula predecible de interferencia extraterrestre" que "no recibe ninguna calificación de originalidad". Green se mostró positivo sobre las actuaciones de la estrella invitada Diane DiLascio (como Riann) y Jolene Blalock.  Aint It Cool News le dio al episodio dos de cinco, calificándolo de "peatonal". Compara la historia del envenenamiento con una "extraterrestre medieval Erin Brockovich" y le molesta que el episodio no tenga impacto en la trama en curso.  Keith DeCandido de Tor.com le dio cinco sobre diez en su revisión de 2022 y la calificó como "una historia de primer contacto implacablemente promedio". 
El libro Beyond the Final Frontier decía: "Parece un episodio de Riker de The Next Generation, y la historia no es gran cosa, pero hay algo catártico en ver a un oficial de la Flota Estelar que no está restringido por la Primera Directiva iniciando una tiroteo en una calle alienígena".

## Medios domésticos
Este episodio se lanzó como parte de la primera temporada de Enterprise, que se lanzó en alta definición en disco Blu-ray el 26 de marzo de 2013;tiene vídeo de 1080p y una pista de sonido DTS-HD Master Audio.